# ماری کوم
ماری کوم (انگلیسی: Mary Kom؛ زادهٔ ۱ مارس ۱۹۸۳) بوکسور، و سیاست‌مدار اهل هند است.